# 巴瓦
巴瓦（法語：Bavois）是瑞士联邦西部法语区的沃州下设的一个市镇。在行政上属于沃州北汝拉区管辖。巴瓦的总面积为9.34平方公里。截至2007年，总人口为695。